# Björn Wirdheim
Björn Karl Michael Wirdheim, mas conhecido como Björn Wirdheim (Växjö, 4 de abril de 1980) é um automobilista sueco.
Foi piloto de teste da equipe de Fórmula 1 Jaguar em 2004. Sua principal conquista no automobilismo foi a Fórmula 3000 de 2003.